# Bruno von Hildesheim

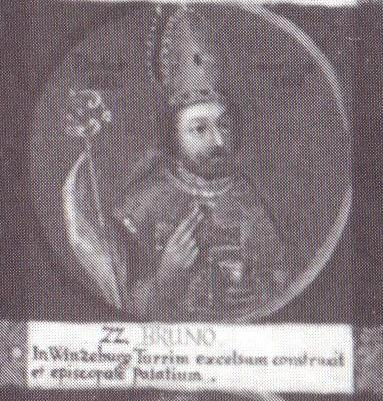
Bruno als 22. Bischof von Hildesheim auf einem Gemälde mit Medaillondarstellungen aller Hildesheimer Bischöfe bis zum Ende des 18. Jahrhunderts; lateinische Inschrift: „In Winzenburg baute er einen hohen Turm und eine bischöfliche Burg.“

Bruno († 18. Oktober 1161 in Hildesheim) war von 1153 bis 1161 Bischof von Hildesheim.

## Leben
Seine familiäre Herkunft ist unbekannt. Wahrscheinlich entstammte er einer sächsischen edelfreien Familie. Er wurde zunächst an der Domschule in Hildesheim und danach im Ausland, möglicherweise in Paris ausgebildet. Er gehörte dem Domkapitel in Hildesheim an und war zuletzt Domdekan. Wahrscheinlich hat er zuvor die Dignität eines Domkellners innegehabt. Außerdem war er Propst des Petersbergstifts in Goslar.
An seiner Wahl zum Bischof hatte der damalige Dompropst Rainald von Dassel im Einvernehmen mit König Friedrich I. großen Anteil. Nicht von einer Wahl durch Volk und Klerus, sondern vom Willen des Königs ist in den Quellen die Rede.
Bruno unterstützte die staufische Sache. Er stimmte mit der Politik Rainald von Dassels überein, der zunächst einen Ausgleich zwischen dem Kaiser und Heinrich dem Löwen anstrebte. Gleichzeitig ging es darum, Heinrichs weiteres Vordringen in das Interessengebiet des Königs und des Bischofs zu beschränken. Es gab zwar einige Konfliktpunkte mit dem Domkapitel, aber insgesamt war das Verhältnis gut, auch wenn dieses mit Rainald von Dassel, Reichskanzler und Elekt von Köln, von einer überragenden Persönlichkeit geführt wurde. Allerdings gab es im Domkapitel auch eine welfische Partei.
Aus eigenen Mitteln hat Bruno das Domstift materiell gefördert und so dazu beigetragen, dass es zu keiner nennenswerten Unzufriedenheit kam.
Problematisch war der Versuch Heinrichs des Löwen seinen Einfluss über Goslar zu verstärken. Er geriet damit in Konflikt mit den Interessen des Bischofs. Bruno nahm 1154 an dem Hoftag in Goslar teil, auf dem Heinrich der Löwe beträchtliche Rechte in Hinblick auf die kirchliche Organisation im Norden und östlich der Elbe zugesprochen wurden. Bruno erscheint in der Zeugenliste an hervorragender Stelle direkt hinter dem Erzbischof von Magdeburg. Auf dem Hoftag erteilte der König Bruno ein Schutzprivileg zu Gunsten des Stifts Riechenberg in Goslar.  Der Bischof selbst schenkte dem Stift einen Teil des Nordbergs bei Goslar. Heinrich der Löwe hat parallel zu dem des Königs einen eigenen herzoglichen Hoftag in Goslar abgehalten und dabei seinerseits dem genannten Stift Schenkungen gemacht. Als Zeugen waren dabei weder der König noch Bruno oder Rainald von Dassel anwesend.
Am Romzug anlässlich der Kaiserkrönung Friedrichs I. nahm der Bischof mit Einwilligung des Königs nicht persönlich teil. In der Folge privilegierte der Bischof das Riechenbergstift weiter und erlangte 1157 beim Hoftag, der erneut in Goslar stattfand, ein weiteres Diplom für das Stift vom Kaiser. Diesmal war Heinrich der Löwe Zeuge. Dieser hat in der Folge ebenfalls weitere Schenkungen für die Stifte in Goslar getätigt. Bruno begleitete den Kaiser wohl nur zeitweise auf dessen Zug gegen Boleslaw von Polen. Er wird als Zeuge im August 1157 in Halle an der Saale genannt.
Er nahm auch im September nicht am Hoftag in Würzburg teil. Stattdessen weihte er in Anwesenheit Heinrichs des Löwen die St.-Michaelis-Kirche in Braunschweig. Auch bei den Ereignissen in Besançon im Oktober 1157 war er nicht dabei. Allerdings war er am 1. Januar 1158 Zeuge, als Heinrich der Löwe die mit einer Goldbulle versehenen Tausch- und Bestätigungsdiplome erhielt. Dabei ging es um den Erwerb des schwäbischen Erbes von dessen Gattin Clementia durch den Kaiser, zum Tausch erhielt Heinrich andere Besitzungen.
Bruno scheint die schweren Spannungen nach Besançon zwischen Papst und Kaiser mit Bedenken betrachtet haben. Unklar ist, ob er sich offen auf die Seite Hadrians IV. gestellt hat, wie eine Formel in einer Urkunde vermuten lässt. Immerhin hätte dies den offenen Konflikt mit seinem Dompropst Rainald von Dassel bedeutet. Ebenso unklar ist, ob er sich in der Folgezeit auf eine Pilgerreise ins Heilige Land begeben hat. Dafür spricht, dass es für anderthalb Jahre lang keine Urkunde Brunos gibt. Abgesehen von einer Absichtserklärung gibt es keine Berichte über eine solche Reise. Wenn es tatsächlich eine Pilgerreise gegeben hat, mag dies ein Versuch gewesen sein, dem Streit zwischen Kaiser und Papst aus dem Weg zu gehen. Die Bistumspolitik hätte er damit Rainald von Dassel, dem engsten Gefolgsmann des Kaisers, überlassen. Dieser hat in dieser Zeit beachtliche insbesondere bauliche Aktivitäten in Hildesheim und dem Bistum entfaltet. Anders als vielfach vermutet, hat er damit wohl nicht die Position Brunos untergraben wollen. Das Verhältnis scheint nicht getrübt gewesen zu sein. Allerdings dürfte Rainald versucht haben, Bruno auf die Seite des Gegenbischofs zu ziehen. Dieser hat selbst Interesse an Bruno gezeigt.
Im Februar 1160 war Bruno wieder in seinem Bistum, hat verschiedene Urkunden ausfertigen lassen und an einer Synode seiner Diözese teilgenommen. Dies bedeutet, dass er nicht auf dem Konzil in Pavia anwesend gewesen sein kann, auf dem Viktor IV. zum (Gegen-)Papst gemacht wurde. Rainald verschaffte dem Bistum 1160 ein kaiserliches Mandat, das bestimmte, dass der Nachlass von Geistlichen nicht von den Vögten eingenommen werden konnte. Der Kaiser hob in diesem Schreiben die besondere Reichstreue des Bistums hervor. Bestätigt wurde das Mandat durch Viktor IV.
Insbesondere im Süden der Diözese bekunden zahlreiche Urkunden die Fürsorge des Bischofs für das Klosterwesen. Ein Schwerpunkt war dabei Goslar. Er förderte aber auch das zum Stift Gandersheim gehörende Kloster Clus, wo er 1155 drei Altäre der Klosterkirche weihte. Auch weitere Einrichtungen erhielten Schenkungen. In Hildesheim hat er die Stifte und Klöster der Stadt ebenfalls gefördert.
Bruno vermachte der Hildesheimer Kirche eine bedeutende Sammlung von theologischen und liturgischen Handschriften. Nach seinem Tod wurde er im Hildesheimer Dom bestattet.